# Kinda
Kinda is een Zweedse gemeente in Östergötland. De gemeente behoort tot de provincie Östergötlands län. Ze heeft een totale oppervlakte van 1308,7 km² en telde 9953 inwoners in 2004.

## Plaatsen
- Kisa
- Rimforsa
- Horn (Zweden)
- Hycklinge
- Björkfors
- Valla och Gålby
- Opphem